# Veränderlicher Rindenpilz
Der Veränderliche Rindenpilz (Hyphoderma mutatum) ist eine Ständerpilzart aus der Familie der Fältlingsverwandten (Meruliaceae). Sie besitzt teppichartige, membranöse Fruchtkörper von weißlicher Farbe aus und wächst auf Totholz von Laubbäumen, vor allem an Buchen (Fagus). Die Art ist in weiten Teilen der Holarktis beheimatet.

## Merkmale

### Makroskopische Merkmale
Der Veränderliche Rindenpilz besitzt für die Gattung Hyphoderma typische, resupinate, membranös-wachsartige Fruchtkörper, die erst in Gruppen kreisförmig wachsen und dann miteinander verschmelzen. Sie sind frisch weißlich bis grau oder cremefarben, ihr Rand ist faserig. Ihr Hymenium ist glatt.

### Mikroskopische Merkmale
Wie bei allen Hyphoderma-Arten ist die Hyphenstruktur des Veränderlichen Rindenpilzes monomitisch, weist also nur generative Hyphen auf. Die 3–4 µm breiten Hyphen sind hyalin, dick- oder dünnwandig und stark verzweigt, die Septen weisen stets Schnallen auf. Die Zystiden teilen sich in zwei Gruppen: 60–100 × 7–10 µm große, nicht inkrustierte, zylindrisch-stumpfspitzige sowie dickwandige, 30–40 × 8–10 µm große und inkrustierte. Die Basidien der Art sind keulen- bis annähernd urnenförmig, besitzen vier Sterigmata und messen 30–50 × 7–10 µm. An der Basis besitzen sie eine Schnalle. Ihre Sporen sind zylindrisch bis annähernd wurstförmig, hyalin und dünnwandig. Sie messen 12–16 × 3–3,5 µm, sind inamyloid und besitzen stets einen Fortsatz (Apiculus).

## Verbreitung
Die bekannte Verbreitung der Art umfasst mit Indien, Europa, den USA und Japan weite Teile der Holarktis.

## Ökologie
Hyphoderma mutatum wächst auf morschem Totholz von Laubbäumen in der späten Initial und Optimalphase. Meist finden sich die Pilze auf der Seite oder Unterseite von Stämmen und Ästen, die mehr oder weniger stark vermorscht sind. Typische Habitate sind Waldmeister- und Haargersten-Buchenwälder, Hainbuchen-Eichenwälder sowie schattige Waldränder.